# Scooby-Doo : Abracadabra
Pour les articles homonymes, voir Abracadabra (homonymie).
Série
Scooby-Doo et le Sabre du samouraï
(2009) Scooby-Doo : La Colonie de la peur
(2010)
Pour plus de détails, voir Fiche technique et Distribution.
Scooby-Doo : Abracadabra (Scooby-Doo! Abracadabra-Doo) est un film d'animation américain de Spike Brandt et Tony Cervone sorti directement en vidéo en 2010. C'est le 14e vidéofilm de la franchise Scooby-Doo produite par Warner Bros. Animation.

## Synopsis
Scooby-Doo et ses amis se réunissent pour aider Madelyn, la jeune sœur de Véra. Celle-ci étudie la prestidigitation à l'académie Whirlen-Merlin, où des phénomènes inexpliqués semblent s'être produits.

## Fiche technique
- Titre : Scooby-Doo : Abracadabra
- Titre original : Scooby-Doo! Abracadabra-Doo
- Réalisation :  Spike Brandt, Tony Cervone
- Scénario : Alan Burnett, Paul Dini, Misty Lee
- Montage : Jhoanne Reyes
- Musique : Robert J. Kral
- Production : Spike Brandt, Tony Cervone
- Sociétés de production : Warner Premiere, Warner Bros. Animation
- Société de distribution : Warner Home Video
- Pays :  États-Unis
- Langue : anglais
- Format : couleurs
- Genre : Animation, aventure et comédie horrifique
- Durée : 73 minutes
- Date de sortie : 2010

## Distribution

### Voix originales
- Frank Welker : Scooby-Doo / Fred Jones
- Matthew Lillard : Sammy Rogers
- Grey DeLisle : Daphné Blake
- Mindy Cohn : Véra Dinkley
- Dave Attell : GPS
- Danica McKellar : Madelyn Dinkley
- Dee Bradley Baker : Sherman
- Olivia Hack : Treena
- Jeffrey Tambor : M. Calvin Curdles
- Diane Delano : Mme. Alma Rumblebuns
- John Di Maggio : Amos

### Voix françaises
- Éric Missoffe : Sammy Rogers / Scooby-Doo
- Mathias Kozlowski : Fred Jones
- Joëlle Guigui : Daphné Blake
- Caroline Pascal : Véra Dinkley
- Camille Donda : Madelyn Dinkley
- Céline Melloul : Crystal
- Constantin Pappas : Whirlen Merlin
- Patrick Préjean : M. Calvin Curdles
- Patrice Melennec : Amos
- Jean-Loup Horwitz : Marlon Merlin
- Pascale Jacquemont : Mme. Alma Rumblebuns / Mme. Thelmer

### Voix québécoises
- François Sasseville : Scooby-Doo
- François Godin : Sammy Rogers
- Philippe Martin : Fred Jones
- Aline Pinsonneault : Daphné Blake
- Julie Burroughs : Véra Dinkley
- Catherine Brunet : Madelyn Dinkley
- Gabriel Lessard : Sherman
- Lisette Dufour : Treena
- Marika Lhoumeau : Crystal
- Frédéric Paquet : Merlin
- Manuel Tadros : Amos
- Thiéry Dubé : Marlon Merlin

## Commentaires
- Ce film reprend le design original des personnages dans les séries Scooby-Doo des années 1970 avec des graphismes modernes et depuis les films de la série ont gardé cette qualité.